# Danilovgrad
Danilovgrad je grad i općina u Crnoj Gori. 
Nalazi se u središnjoj regiji u dolini rijeke Zete. Kroz Danilovgrad prolaze cesta i željeznička pruga koje povezuju dva najveća grada u Crnoj Gori, Podgoricu i Nikšić. Grad je utemeljen 1869. godine, a ime je dobio po crnogorskom knjazu Danilu Petroviću. U blizini Danilovgrada nalazi se manastir Ostrog. Prema popisu iz 2002. godine općina ima 16 523 stanovnika, a sam grad 5 208 stanovnika.

## Stanovništvo
Po posljednjem službenom popisu iz 2003. godine, općina Danilovgrad imala je 16.523 stanovnika, raspoređenih u 80 naseljenih mjesta.
Nacionalni sastav:
- Crnogorci - 11.210 (67,84)
- Srbi - 4.215 (25,50)
- nacionalno neopredijeljeni - 467 (2,82)
- ostali - 631 (3,84)

Vjerski sastav:
- pravoslavni - 15.809 (95,67)
- ostali - 222 (1,34)
- neopredijeljeni - 189 (1,14)
- ne vjeruju - 80 (0,48)
- nepoznato - 223 (1,37)

## Naseljena mjesta
Bare Šumanovića, 
Begovina, 
Bileća, 
Bobulja, 
Bogićevići, 
Boronjina, 
Braćani, 
Brajovići, 
Brijestovo, 
Ćurilac, 
Ćurčići, 
Dabojevići, 
Daljam, 
Danilovgrad, 
Do Pješivački, 
Dolovi, 
Donje Selo, 
Donji Martinići, 
Donji Rsojevići, 
Drakovići, 
Đeđezi, 
Đuričkovići, 
Frutak, 
Gorica, 
Gornji Martinići, 
Gornji Rsojevići, 
Gostilje Brajovićko, 
Gostilje Martinićko, 
Gradina, 
Grbe, 
Gruda, 
Jabuke, 
Jastreb, 
Jelenak, 
Jovanovići, 
Klikovače, 
Kopito, 
Kosić, 
Kujava, 
Kupinovo, 
Lalevići, 
Lazarev Krst, 
Livade, 
Lubovo, 
Malenza, 
Mandići, 
Mijokusovići, 
Miogost, 
Mokanje, 
Mosori, 
Musterovići, 
Novo Selo, 
Orja Luka, 
Pitome Loze, 
Podvraće, 
Podglavica, 
Poljica, 
Potkula, 
Potočilo, 
Povrhpoljina, 
Požar, 
Rošca, 
Ržišta, 
Sekulići, 
Sladojevo Kopito, 
Slap, 
Slatina,
Spuž, 
Sretnja, 
Strahinići, 
Šobaići, 
Šume,
Tvorilo, 
Veleta, 
Vinići, 
Viš, 
Vučica, 
Zagorak, 
Zagreda, 
Župa,

## Poznate osobe
- Petar Škuletić, nogometaš
- Bijeli Pavle, rodonačelnik Bjelopavlića
- Blažo Bošković, serdar
- Bajo Bošković, narodni junak
- Petar Bošković, narodni junak
- Rade Ilić ( Đurović ), vojvoda brdski
- Mićko Đurović, vojvoda brdski
- Jovo Pajov Radulović, narodni junak
- Vule Neškov Đaletić, narodni junak
- Josif Pavićević, arhimandrit
- Petar Šobajić, historičar
- Dušan Đurović, književnik
- Radosav Bošković, lingvista
- Đorđije Vuković, književni kritičar
- Drago Đurović, skulptor
- Ranko Radović, arhitekta
- Veselin Đuranović, političar
- Rade Brajović, političar
- Veljko Milatović, političar
- Dragan Đurović, političar
- Ivan Brajović, političar
- Vojislav Voja Brajović ,glumac
- Tanja Bošković, glumica
- Zoran Kalezić, pjevač
- Ljubomir Ljubo Đurović, pjevač
- Željko Bogetić, ekonomista Svjetske banke
- dr.Pero Kalezić, liječnik
- dr,Vasilije Kalezić, liječnik
- dr.Božidar Boća Raspopović .liječnik
- dr. Jevto Radulović ,liječnik
- Vukosava Šaranović ,liječnik
- Zoran Filipović, nogometaš
- Zvonko Kalezić, nogometaš
- Zorica Pavićević, rukometašica
- Nebojša Razić, košarkaš
- Aleksa Popović, košarkaš
- Bajo Šaranović ,režiser
- Ratko Đurović, filmski djelatnik
- Miloš Šobajić, slikar
- Božidar Pavićević Zodijak, slikar
- Željko Đurović, slikar

## Nacionalni sastav po naseljenim mjestima
- Bare Šumanovića - uk.124, Crnogorci - 79, Srbi - 38, neopredijeljeni - 7
- Begovina - uk.191, Crnogorci - 115, Srbi - 72, neopredijeljeni - 2, ostali - 2
- Bileća - uk.91, Crnogorci - 70, Srbi - 15, neopredijeljeni - 3, ostali - 3
- Bobulja - uk.173, Crnogorci - 137, Srbi - 34, neopredijeljeni - 1, ostali - 1
- Bogićevići - uk.111, Crnogorci - 68, Srbi - 23, neopredijeljeni - 15, ostali - 5
- Boronjina - uk.23, Crnogorci - 22, Srbi - 1
- Brajovići - uk.284, Crnogorci - 228, neopredijeljeni - 22, Srbi - 19, ostali - 15
- Braćani - uk.15, Crnogorci - 13, Srbi - 2
- Brijestovo - uk.46, Srbi - 27, Crnogorci - 15, neopredijeljeni - 3, ostali - 1
- Veleta - uk.23, Crnogorci - 15, Srbi - 4, neopredijeljeni - 4
- Vinići - uk.43, Crnogorci - 29, Srbi - 14
- Viš - uk.110, Crnogorci - 93, Srbi - 5, ostali - 12
- Vučica - uk.151, Crnogorci - 94, Srbi - 42, ostali - 15
- Gorica - uk.142, Crnogorci - 85, Srbi - 48, ostali - 9
- Gornji Martinići - uk.30, Crnogorci - 29, Srbi - 1
- Gornji Rsojevići - uk.27, Crnogorci - 24, Srbi - 3
- Gostilje Brajovićko - uk.23, Crnogorci - 23
- Gostilje Martinićko - uk.43, Crnogorci - 37, Srbi - 4, neopredijeljeni - 2
- Gradina - uk.181, Crnogorci - 132, Srbi - 47, ostali - 2
- Grbe - uk.555, Crnogorci - 337, Srbi - 159, ostali - 59
- Gruda - uk.173, Crnogorci - 147, Srbi - 18, neopredijeljeni - 7, ostali - 1
- Dabojevići - uk.34, Crnogorci - 29, Srbi - 5
- Daljam - uk.177, Crnogorci - 145, Srbi - 29, neopredijeljeni - 1, ostali - 2
- Danilovgrad - uk.5.208, Crnogorci - 3.612, Srbi - 1.262, neopredijeljeni - 142, ostali - 192
- Do Pješivački - uk.33, Crnogorci - 25, Srbi - 7, ostali - 1
- Dolovi - uk.10, Crnogorci - 9, neopredijeljeni - 1
- Donje Selo - uk.326, Crnogorci - 240, Srbi - 72, ostali - 14
- Donji Martinići - uk.304, Crnogorci - 184, Srbi - 83, ostali - 37
- Donji Rsojevići - uk.56, Crnogorci - 44, Srbi - 10, neopredijeljeni - 2
- Drakovići - uk.17, Crnogorci - 14, Srbi - 2, neopredijeljeni - 1
- Đeđezi - uk.29, Crnogorci - 28, Srbi - 1
- Đuričkovići - uk.20, Crnogorci - 20
- Župa - uk.26, Crnogorci - 22, Srbi - 4
- Zagorak - uk.153, Crnogorci - 129, Srbi - 19, neopredijeljeni - 5
- Zagreda - uk.221, Crnogorci - 201, Srbi - 16, neopredijeljeni - 4
- Jabuke - uk.27, Crnogorci - 15, Srbi - 8, neopredijeljeni - 4
- Jastreb - uk.291, Crnogorci - 177, Srbi - 101, neopredijeljeni - 8, ostali - 5
- Jelenak - uk.119, Crnogorci - 104, Srbi - 13, neopredijeljeni - 1, ostali - 1
- Jovanovići - uk.53, Crnogorci - 33, Srbi - 4, ostali - 16
- Klikovače - uk.288, Crnogorci - 179, Srbi - 93, neopredijeljeni - 9, ostali - 7
- Kopito - uk.202, Crnogorci - 170, Srbi - 30, neopredijeljeni - 1, ostali - 1
- Kosić - uk.461, Crnogorci - 286, Srbi - 149, neopredijeljeni - 19, ostali - 7
- Kujava - uk.100, Crnogorci - 63, Srbi - 37
- Kupinovo - uk.49, Srbi - 30, Crnogorci - 10, neopredijeljeni - 9
- Lazarev Krst - uk.48, Crnogorci - 30, Srbi - 13, neopredijeljeni - 3, ostali - 2
- Lalevići - uk.154, Crnogorci - 81, Srbi - 62, neopredijeljeni - 9, ostali - 2
- Livade - uk.131, Crnogorci - 95, Srbi - 24, ostali - 12
- Lubovo - uk.0 (nema stanovnika)
- Malenza - uk.132, Crnogorci - 112, Srbi - 19, ostali - 1
- Mandići - uk.8, Crnogorci - 8
- Mijokusovići - uk.93, Crnogorci - 54, Srbi - 39
- Miogost - uk.20, Crnogorci - 20
- Mokanje - uk.24, Crnogorci - 24
- Mosori - uk.5, Crnogorci - 5
- Musterovići - uk.35, Crnogorci - 33, Srbi - 1, ostali - 1
- Novo Selo - uk.421, Crnogorci - 279, Srbi - 106, neopredijeljeni - 28, ostali - 8
- Orja Luka - uk.248, Crnogorci - 195, Srbi - 40, neopredijeljeni - 9, ostali - 4
- Pitome Loze - uk.415, Crnogorci - 260, Srbi - 147, neopredijeljeni - 7, ostali - 1
- Povrhpoljina - uk.51, Crnogorci - 46, Srbi - 2, ostali - 3
- Podvraće - uk.26, Crnogorci - 16, Srbi - 10
- Podglavica - uk.240, Crnogorci - 132, Srbi - 87, neopredijeljeni - 17, ostali - 4
- Požar - uk.129, Crnogorci - 104, Srbi - 19, neopredijeljeni - 6
- Poljica - uk.17, Crnogorci - 9, Srbi - 5, neopredijeljeni - 3
- Potkula - uk.285, Crnogorci - 205, Srbi - 76, ostali - 4
- Potočilo - uk.34, Crnogorci - 22, Srbi - 7, neopredijeljeni - 5
- Ržišta - uk.5, Crnogorci - 5
- Rošca - uk.111, Crnogorci - 87, Srbi - 12, neopredijeljeni - 3, ostali - 9
- Sekulići - uk.143, Crnogorci - 93, Srbi - 16, ostali - 34
- Sladojevo Kopito - uk.549, Crnogorci - 335, Srbi - 190, neopredijeljeni - 18, ostali - 6
- Slap - uk.40, Crnogorci - 29, Srbi - 9, ostali - 2
- Slatina - uk.78, Srbi - 37, neopredijeljeni - 28, Crnogorci - 12, ostali - 1
- Spuž - uk.1.529, Crnogorci - 866, Srbi - 508, neopredijeljeni - 44, ostali - 111
- Sretnja - uk.30, Crnogorci - 15, neopredijeljeni - 8, Srbi - 4, ostali - 3
- Strahinići - uk.58, Srbi - 30, Crnogorci - 28
- Tvorilo - uk.33, Crnogorci - 20, Srbi - 11, neopredijeljeni - 2
- Ćurilac - uk.489, Crnogorci - 335, Srbi - 149, neopredijeljeni - 2, ostali - 3
- Ćurčići - uk.6, Crnogorci - 6
- Frutak - uk.116, Crnogorci - 87, Srbi - 22, neopredijeljeni - 1, ostali - 6
- Šobaići - uk.20, Srbi - 10, Crnogorci - 5, ostali - 5
- Šume - uk.37, Crnogorci - 26, Srbi - 9, neopredijeljeni - 1, ostali - 1

## Jezici
- srpski - 11.362 (68,76)
- crnogorski - 4.723 (28,58)
- ostali i nepoznato - 438 (2,66)